# FK Rzeczyca-2014
Futbolny Kłub Rzeczyca-2014 (biał. Футбольны Клуб Рэчыца-2014) – białoruski klub piłkarski z siedzibą w Rzeczycy, grający w pierwszej lidze białoruskiej.

## Historia
Klub został założony w 1952 pod nazwą Dniaprowiec Rzeczyca (biał «Дняпровец» Рэчыца). Klub nosił kolejno nazwy: Dniapro (biał. «Дняпро», 1962-1976), Naftawik (biał. «Нафтавік», 1977-1979) i Sputnik (biał. «Спутнік», 1980-1991). W pierwszych rozgrywkach o Mistrzostwo Białorusi w 1992 wystąpił pod nazwą Wiedrycz (biał. «Ведрыч»). W 1996 spadł z Wyższej Ligi i został rozwiązany. W 1997 wznowiono działalność klubu pod nazwą Wiedrycz-97 (biał. «Ведрыч-97»). W roku 2014 został znów przemianowany, tym razem na Rzeczyca-2014 (biał. «Рэчыца-2014»). W 2017 powstał nowy klub o nazwie Sputnik Rzeczyca, który nie ma nic wspólnego z dawnym Sputnikiem. Nowy klub powstał przez przeniesienie siedziby DJuSSz-DSK Homel do Rzeczycy. 

## Osiągnięcia
- Finalista Pucharu Białorusi: 1993